# Leiolopisma alazon
Leiolopisma alazon är en ödleart som beskrevs av  George R. Zug 1985. Leiolopisma alazon ingår i släktet Leiolopisma och familjen skinkar. Inga underarter finns listade i Catalogue of Life.
Denna ödla förekommer endemisk på en ö som ingår i Lauöarna i Fiji. Arten når där 5 meter över havet. Hela utbredningsområdet uppskattas vara 2 km² stort. Exemplaren vistas i tropiska skogar. De gömmer sig i lövskiktet, under träbitar eller under stenar.
Beståndet hotas av introducerade djur som råttor och myror. På öar där vildsvin och katter infördes finns arten inte kvar. IUCN listar arten som akut hotad (CR).